# Stanisław Olejarka

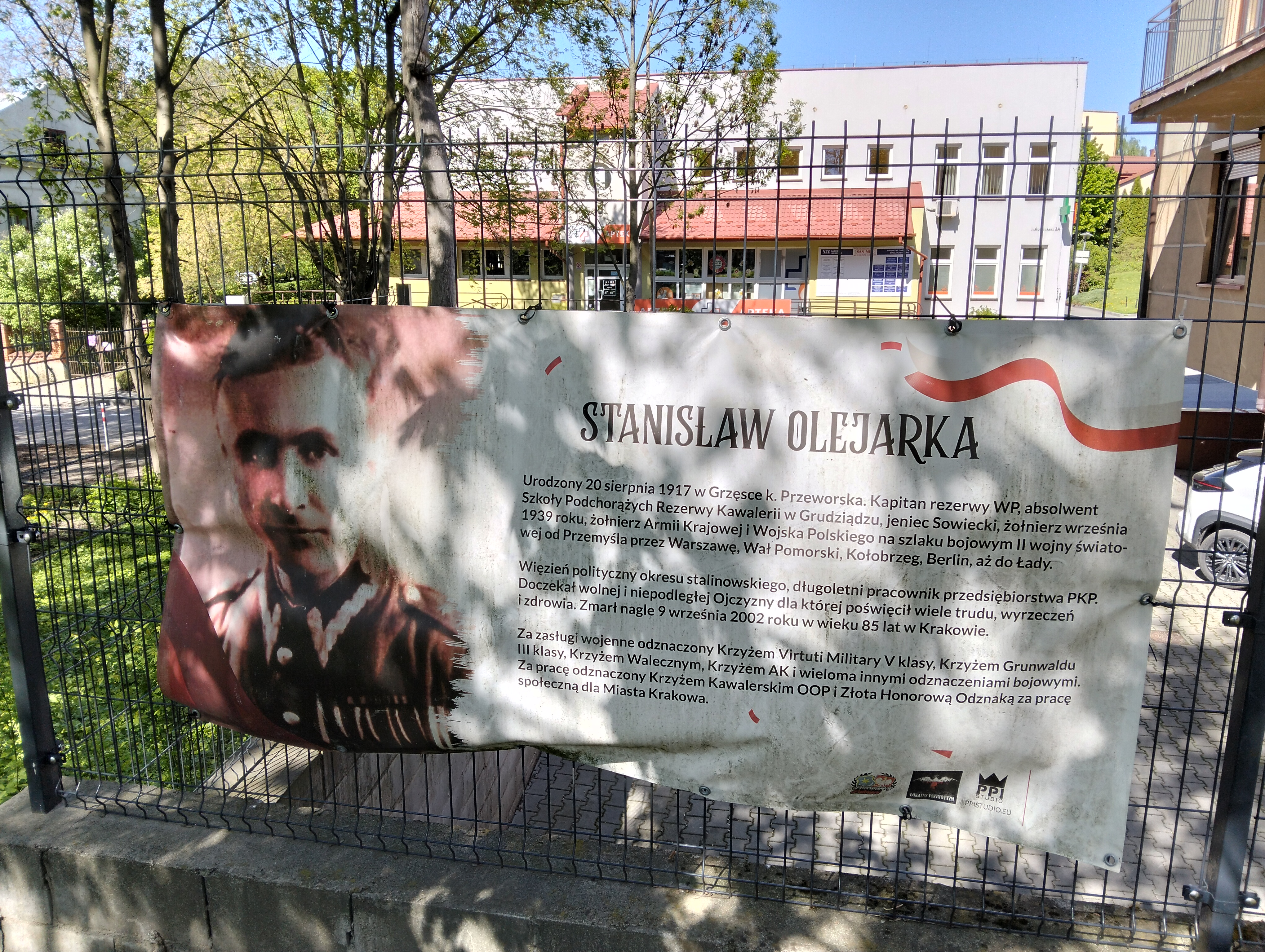
Baner w Przeworsku (2025)

Stanisław Olejarka (pseud. „Oko”, ur. 20 sierpnia 1917 w Grzęsce, zm. 9 września 2002 w Krakowie) – polski wojskowy, żołnierz Obwodu Przeworskiego Armii Krajowej, oficer Ludowego Wojska Polskiego.

## Życiorys
Brał udział w walkach 16. Kołobrzeskiego Pułku Piechoty (walki o Warszawę, boje o Wał Pomorski). Za przynależność do Armii Krajowej oraz odmowę współpracy ze Służbą Bezpieczeństwa został aresztowany. Skazano go na trzy lata więzienia (wolność odzyskał w 1947). W początku lat 90. XX wieku został zrehabilitowany – przywrócono mu stopień kapitana.
Odznaczony został Orderem Krzyża Grunwaldu, Krzyżem Walecznych i innymi odznaczeniami (m.in. Krzyżem Armii Krajowej). Otrzymał wpis do honorowej księgi zasłużonych dla Krakowa. W jego pogrzebie uczestniczyła kompania honorowa Wojska Polskiego.

## Rodzina i upamiętnienie
Miał żonę Helenę (1927-1989). Jego bratem był ksiądz Antoni Olejarka (zm. 1974) – proboszcz w Rudnej Wielkiej, kapelan Armii Krajowej, represjonowany po II wojnie światowej przez komunistów. 24 lutego 2019 w Grzęsce (powiat przeworski) odsłonięto tablicę poświęconą obu braciom (w uroczystości udział wzięła m.in. rodzina i posłowie na Sejm: Bogdan Rzońca, Anna Schmidt-Rodziewicz, Krystyna Wróblewska oraz Andrzej Matusiewicz). Do uczestników inicjatywy list skierował Marszałek Sejmu Marek Kuchciński. 
Swoje wspomnienia opisał w książce Krzyżowa droga do wolności (niepublikowanej).